# Baringa nelsonensis
Baringa nelsonensis — вид родини Кенгурових. Етимологія: «baring» — на мові вікторіанських аборигенів означає «різати», вказуючи на незвичайні "зрізані" нижні різці; видове ім'я вказує на типову місцевість. Місце знаходження викопних решток: (англ. Portland Local Fauna), поблизу затоки Нельсона, біля Портленда західна Вікторія. Рід був описаний на основі декількох фрагментів нижньо та верхньощелепних кісток та багатьох ізольованих зубів. Flannery and Hann (1984) були невпевнені, але припустили спорідненість Baringa з Thylogale й Onychogalea.